# Financiamento de campanha

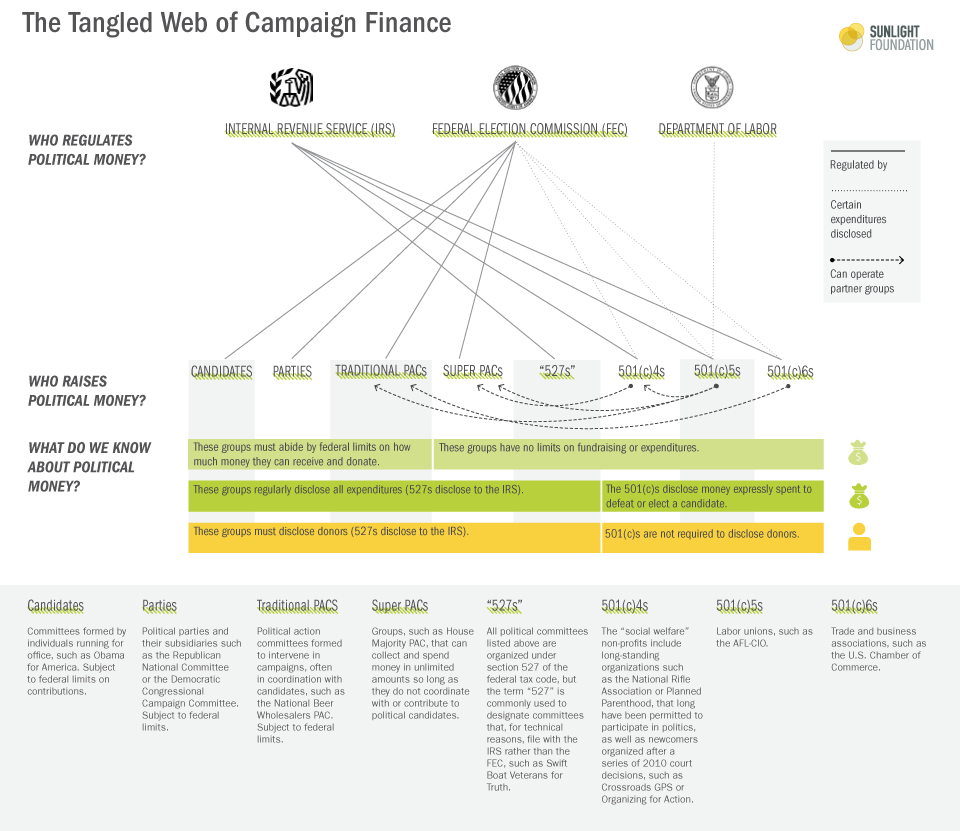
Um infográfico explicando o sistema americano de financiamento de campanhas, da Sunlight Foundation

O financiamento de campanha, também conhecido como financiamento eleitoral ou doações políticas, refere-se aos fundos arrecadados para promover candidatos, partidos políticos ou iniciativas políticas e referendos. Partidos políticos, organizações de caridade e comitês de ação política (nos Estados Unidos) são veículos usados para arrecadar fundos para fins políticos. "Finanças políticas" também é uma terminologia popular e é usada internacionalmente por sua abrangência. As doações políticas também podem se referir a fundos recebidos por partidos políticos de fontes privadas para fins administrativos gerais.
As campanhas políticas envolvem despesas consideráveis, incluindo despesas de viagem de candidatos e funcionários, consultoria política e publicidade. Os gastos com campanha dependem da região. Por exemplo, nos Estados Unidos, o tempo de publicidade na televisão deve ser adquirido por campanhas, enquanto em outros países é fornecido gratuitamente. A necessidade de arrecadar dinheiro para manter campanhas políticas caras diminui os laços com uma democracia representativa por causa da influência que grandes contribuintes têm sobre os políticos.
Embora a literatura de ciência política indique que a maioria dos contribuintes doam para apoiar partidos ou candidatos com os quais já estão de acordo, há ampla percepção pública de que os doadores esperam favores do governo em troca (como legislação específica sendo promulgada ou derrotada), então alguns chegaram a equiparar o financiamento de campanha à corrupção política e suborno. Essas visões levaram os governos a reformar o financiamento de campanhas na esperança de eliminar a influência do big money.
As causas e efeitos das regras de financiamento de campanha são estudados em ciência política, economia e políticas públicas, entre outras disciplinas.

## Financiamento privado
Alguns países dependem fortemente de doadores privados para financiar campanhas políticas. Esses tipos de doações podem vir de pessoas físicas, bem como de grupos como sindicatos e corporações com fins lucrativos. As táticas para arrecadar dinheiro podem incluir solicitação de mala direta, tentativas de encorajar apoiadores a contribuírem via Internet, solicitação direta do candidato e eventos especificamente com o propósito de arrecadação de fundos ou outras atividades.
A arrecadação de fundos de doadores privados costuma ser uma atividade significativa para a equipe de campanha e o candidato, especialmente em campanhas maiores e mais proeminentes. Por exemplo, uma pesquisa nos Estados Unidos descobriu que 23% dos candidatos a cargos estaduais pesquisados dizem que gastaram mais da metade do tempo programado levantando dinheiro. Mais da metade de todos os candidatos pesquisados gastou pelo menos 1/4 de seu tempo na arrecadação de fundos.
Os defensores dos sistemas de financiamento privado acreditam que, além de evitar as limitações do governo no discurso, o financiamento privado promove o envolvimento cívico, garante que uma diversidade de pontos de vista seja ouvida e evita que o governo incline a balança para favorecer aqueles que estão no poder ou com influência política. Os críticos do financiamento privado de campanhas afirmam que isso leva à "compra" de votos e produz grandes lacunas entre os diferentes partidos no dinheiro contra o qual têm de fazer campanha. Um estudo descobriu que as doações políticas dão aos doadores um acesso significativamente maior aos formuladores de políticas. A maioria dos países que dependem de doações privadas para financiar campanhas exigem ampla divulgação das contribuições, frequentemente incluindo informações como nome, empregador e endereço dos doadores. Isso visa permitir o policiamento da influência indevida de doadores por outras campanhas ou por bons grupos do governo, preservando a maioria dos benefícios do financiamento privado, incluindo o direito de fazer doações e gastar dinheiro em discurso político, poupando ao governo as despesas de financiamento de campanhas, e impedir o governo de financiar discursos partidários que alguns cidadãos podem achar odioso. No entanto, em países como os Estados Unidos, o "dark money" gasto em campanhas políticas está isento de divulgação, e os gastos com dark money cresceram nos últimos anos nas eleições estaduais e federais dos EUA, chegando a centenas de milhões de dólares em cada eleição presidencial dos EUA.

## Financiamento público
Outros países optam por usar financiamento do governo para realizar campanhas. O financiamento de campanhas pelo orçamento do governo é comum na América do Sul e na Europa. Os mecanismos para isso podem ser bastante variados, variando de subsídio direto de partidos políticos a fundos de contrapartida do governo para certos tipos de doações privadas (geralmente pequenas doações) à isenção de taxas de serviços governamentais (por exemplo, postagem) e muitos outros sistemas também. Os defensores do financiamento do governo geralmente acreditam que o sistema diminui a corrupção; além disso, muitos proponentes acreditam que o financiamento do governo promove outros valores, como a participação cívica ou maior fé no processo político. Nem todos os subsídios do governo assumem a forma de dinheiro; alguns sistemas exigem que os materiais de campanha (frequentemente tempo de exibição na televisão) sejam fornecidos aos candidatos a preços muito baixos. Os críticos às vezes reclamam das despesas dos sistemas de financiamento do governo. Os críticos conservadores e libertários do sistema argumentam que o governo não deve subsidiar o discurso político. Outros críticos argumentam que o financiamento do governo, com sua ênfase na equalização de recursos monetários, apenas exagera as diferenças em recursos não monetários.
Em muitos países, como Alemanha e Estados Unidos, as campanhas podem ser financiadas por uma combinação de dinheiro público e privado.
Em alguns sistemas eleitorais, os candidatos que vencem uma eleição ou obtêm um número mínimo de votos podem solicitar um desconto ao governo. O candidato apresenta um relatório auditado das despesas de campanha e o governo concede um desconto ao candidato, sujeito a alguns limites, como o número de votos expressos para o candidato ou um limite geral. Por exemplo, nas eleições de 2008, os candidatos ao Conselho Legislativo de Hong Kong tiveram direito a um desconto de até HK$ 11 por voto.

## Regulamento
O conceito de finanças políticas pode afetar várias partes das instituições de uma sociedade que apoiam o sucesso governamental e social. O tratamento correto das finanças políticas afeta a capacidade de um país de manter efetivamente eleições livres e justas, governança eficaz, governo democrático e regulamentação da corrupção . Em um estudo sobre Regulamentação das Finanças Políticas Globais pela Fundação Internacional para Sistemas Eleitorais (IFES), os pesquisadores Magnus Öhman, Hani Zainulbhai, Jack Santucci e Marcin Welecki identificaram vários entendimentos comuns sobre o que a sociedade internacional determinou como parte integrante da regulamentação das finanças políticas: 
O estudo também afirmou a perspectiva traçada pelo Conselho da Europa, ao discutir o conceito de regulação eficaz do financiamento de campanhas: “[Estamos] convictos de que sensibilizar o público para as questões de prevenção e combate à corrupção no domínio do financiamento de partidos políticos é essencial para o bom funcionamento das instituições democráticas. "